# Operação Penalidade Máxima
Operação Penalidade Máxima (lit. ‘Operació Penalitat Máxima’) és una investigació en curs d'escàndol d'arranjament de partits de futbol brasiler que està sent realitzat pel Ministeri Públic de Goiás.

## Visió general
El 14 de febrer de 2023, una organització criminal que operava per manipular els resultats dels partits de futbol de la segona divisió del campionat brasiler va ser l'objectiu d'una operació del Ministeri Públic de l'Estat de Goiás (MPGO).
La investigació comença amb tres partits de la segona divisió. Tots foren realitzats a l'última ronda: Vila Nova 0–0 Sport Recife, Criciúma 2–0 Tombense i Sampaio Corrêa 2–1 Londrina. L'esquema tindria un benefici estimat de 2 milions de reals si es cometés un tir de penal en tots tres. Dos d'ells hi van cometre penals, però no es va produir cap penal en el partit del club goiano, perquè el jugador que inicialment va rebre deu mil reals per cometre el penal no va jugar el partit.
El 18 d'abril de 2023 fou iniciat una segona fase de l'operació, anomenada Operação Penalidade Máxima II. També l'ha dut a terme el Ministeri Públic de Goiás (MPGO), a través del Grup d'Acció Especial de Lluita contra el Crim Organitzat (Gaeco) i la Coordinació de Seguretat Institucional i Intel·ligència (CSI). L'acció pretén obtenir noves proves sobre la manipulació dels resultats dels partits de futbol professional, inclòs el campionat brasileir del 2022. Segons el MPGO, hi ha sospita que el grup criminal ha actuat realment en almenys cinc partits, així com en cinc partits de campionats estatals, inclosos els campionats estatals de Goiás, Rio Grande do Sul, Mato Grosso i São Paulo, tots a l'any 2023.

## Sospitosos implicats
A l'inici de la segona fase, setze persones van participar en les investigacions. Aquest nombre va augmentar després dels nous resultats, en el 10 de maig.
Quatre jugadors han admès la seva implicació en l'escàndol d'arranjament de partits, i no han estat acusats: Kevin Lomónaco (Red Bull Bragantino), Moraes (cedit al Juventude), Nikolas Farias (Novo Hamburgo) i Jarro Pedroso (Inter de Santa Maria).

### Jugadors
Els següents jugadors van tenir la queixa de manipulació acceptada per el Ministeri Públic:
| - Eduardo Bauermann (defensor central, Santos) - Gabriel Tota (migcampista, aleshores al Juventude) - Víctor Ramos (defensor central, aleshores a la Portuguesa) - Igor Cariús (lateral esquerre, aleshores al Cuiabá) - Paulo Miranda (defensor central, aleshores al Juventude) - Fernando Neto (migcampista, aleshores a l'Operário Ferroviário) - Matheus Gomes (porter, aleshores al Sergipe) - Vitor Mendes (defensor central, aleshores al Juventude) - Nino Paraíba (lateral dret, aleshores al Ceará) | - Romário (migcampista, aleshores al Vila Nova) - Joseph (defensor central, aleshores al Tombense) - Mateusinho (lateral dret, aleshores al Sampaio Corrêa) - Gabriel Domingos (davant, aleshores al Vila Nova) - Alan Godói (defensor central, aleshores al Sampaio Corrêa) - André Queixo (migcampista, aleshores al Sampaio Corrêa) - Ygor Catatau (davant, aleshores al Sampaio Corrêa) - Paulo Sérgio (defensor central, aleshores al Sampaio Corrêa) |

### Apostadors i membres de l'organització
| - Bruno Lopez - Ícaro Santos - Luís Castro - Victor Fernandes - Zildo Neto | - Thiago Chambó - Romário Hugo - William de Oliveira - Pedro Gama |

## Jocs investigats
Aquests partits dels campionats estan sent investigats pel Ministeri Públic de Goiás sota aquesta operació, acceptada per la Justícia de l'Estat, vegeu la llista de partits a continuació.

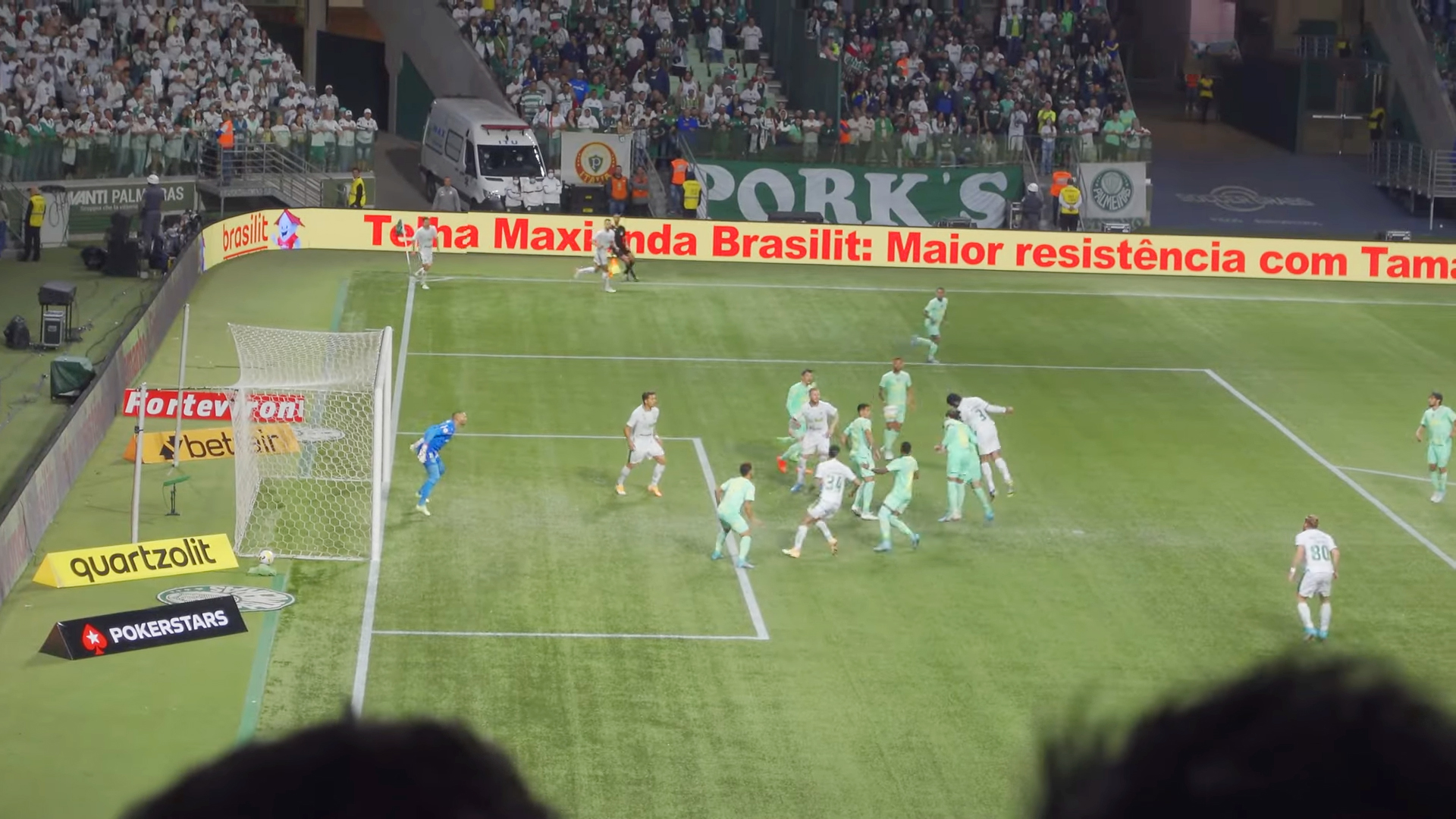
El joc entre Palmeiras i Juventude, vàlid per al campionat brasiler del 2022, és un dels partits investigats per l'operació.

### Campionat Brasiler
- Palmeiras – Juventude (10 de setembre de 2022)
- Juventude – Fortaleza (17 de setembre de 2022)
- Goiás – Juventude (5 de novembre de 2022)
- Ceará – Cuiabá (16 d'octubre de 2022)
- Red Bull Bragantino – América-MG (5 de novembre de 2022)
- Santos – Avai (5 de novembre de 2022)
- Botafogo – Santos (10 de novembre de 2022)
- Palmeiras – Cuiabá (6 de novembre de 2022)

### Segona divisió
- Sport – Operário-PR (28 d'octubre de 2022)

### Campionat Paulista
- Red Bull Bragantino – Portuguesa (21 de gener de 2023)

- Guarani – Portuguesa (8 de febrer de 2023)

### Campionat gaúcho
- Caxias – São Luiz (12 de febrer de 2023)